# Cristiano Herrgen
J. Christian Herggen, más conocido como Cristiano Herrgen (Maguncia, 23 de marzo de 1765-Madrid, enero de 1816), fue un mineralogista alemán.

## Biografía
Natural de Maguncia, se trasladó a España a finales del siglo xviii. A propuesta de José Clavijo y Fajardo, director del Real Gabinete de Historia Natural, fue nombrado colector interino de minerales y fósiles del reino, por real orden del 15 de octubre de 1796, sustituyendo al anterior colector Juan Palafox Rovira. Fue pensionado además para asistir a la escuela de química de François Chavaneau. En la memoria que escribió Clavijo en 1798 sobre los Medios de hacer útil para la prosperidad de la nación española el Real Gabinete de Historia Natural, propuso la creación del Estudio de Mineralogía, a cargo de Herrgen, y en consecuencia fue nombrado profesor de esta cátedra por real orden del 12 de junio del mismo año con un sueldo anual de 24 000 reales.
Herrgen, discípulo de la escuela de Abraham Gottlob Werner, mineralogista y geognosta, se dedicó al establecimiento de estas ciencias en España, de las que fue el primer y único profesor durante dieciocho años. Al carecer de una obra que le sirviera de texto, tradujo del inglés el tratado de Johann Friedrich Wilhelm Widenmann, pues sabía alemán, castellano, inglés, italiano y francés. La cátedra de mineralogía, que provisionalmente se estableció en el Gabinete, se trasladó con las colecciones de enseñanza que Herrgen había formado a la calle del Turco, al mismo edificio donde habían explicado química Chavaneau y Louis Proust.
Al inaugurar sus lecciones en 1799, pronunció un discurso que mereció la real orden del 1 de abril de 1800 dándole las gracias. Propuso en 1803 un plan en el que dividía su asignatura en cuatro partes: orictognosia, geognosia, minería práctica y mineralurgia. Las dos primeras debían explicarse en su cátedra, así como muchos ramos de minería práctica, cuyo estudio se completaría en las minas de Almadén. La mineralurgia, que no se había enseñado jamás en España y que no se podía aprender en la cátedra de Proust, propuso que se diera también en el Real Estudio de Mineralogía, aumentando uno o dos profesores.
El 14 de mayo de 1804 recibió Herrgen otra real orden en que se le dieron las gracias por el buen resultado de enseñanza, pero recabó otra el 23 del mismo mes en la que se le hicieron diferentes cargos por no haber dado el número de lecciones necesario. Una tercera orden reconoció lo inmotivado de las acusaciones, tras las amenazas de Herrgen de dejar el cargo.
En 1806 se realizó parte de su sistema de enseñanza, encargando a Jacobo Martín de Párraga, a quien había educado para ser su sucesor, la explicación de la orictognosia de Wener y la mineralogía de René Just Haüy, y enseñando Herrgen la geognosia. Más tarde fue nombrado ayudante de Herrgen, con 6000 reales anuales, Ramón Espiñeyra. Los cadetes de la Academia de Minas de Almadén concurrían a estas lecciones antes de cursar en aquel establecimiento las aplicaciones prácticas.
Además de la asistencia a su cátedra, Herrgen dedicaba su atención a la publicación de los Anales de Historia Natural, debida a su iniciativa, desempeñaba otras comisiones y daba informes científicos. En uno de estos últimos decía que si en España se hubieran conocido los principios de la geognosia «no hubiera gastado el Ministerio de Hacienda los millones que le costaba el azogue de Teruel y de la Creu (Castellón). Se dedicó también a formar una biblioteca mineralógica.
La ocupación francesa de Madrid en 1808 no le hizo abandonar el establecimiento de la calle del Turco puesto a su cargo, consiguiendo salvar todo cuanto contenía, pero los objetos de su propiedad fueron saqueados. Pasó también apuros económicos por no recibir ninguno de sus sueldos, por lo que se vio obligado a dedicarse a varias industrias particulares. Retirados los francesas, trató Herrgen, con Felipe Canga-Argüelles, encargado de organizar la instrucción pública, de organizar la reapertura del Estudio de Mineralogía, proponiendo en junio de 1814 al ministro Pedro Macanaz, que la cátedra quedase en el Gabinete, donde existían las colecciones almacenadas en los sótanos, a salvo de los franceses, y por haber vendido estos al conde de Campo de Alange la casa que ocupaba anteriormente en la calle del Turco. Empezaron las lecciones el 20 de diciembre. En aquel curso, que duró once meses, explicó Herrgen la mayor parte de la geognosia. Falleció en enero de 1816. Dejó tres huérfanos menores de edad a quienes se les concedió una pensión de 8000 reales anuales.